# Базин, Сергей Николаевич
Сергей Николаевич Базин (укр. Сергій Миколайович Базін; род. 1959) — советский и украинский спортсмен и тренер; Мастер спорта СССР (1983), Заслуженный тренер Украины (1997). Тренер спортивного клуба «ИСД» по велоспорту.

## Биография
Родился 17 мая 1959 года в селе Бускуль Кустанайской области Казахской ССР.
В 1990 году окончил Харьковский институт физической культуры (ныне Харьковский национальный педагогический университет имени Сковороды).
Работал в Луганске инструктором спортивного общества «Спартак» (1980—1984 годы), тренером-преподавателем по велоспорту общества профсоюзов Украины (1984—1993 годы), тренером-преподавателем Луганской областной школы высшего спортивного мастерства (с 1993 года). В числе его воспитанников — И. Янович, Л. Калитовская, С. Галюк.
Входил в состав национальной сборной команды Украины на Олимпийских играх 2016 года в Рио-де-Жанейро в качестве тренера Любови Басовой (трек) и Анны Соловей (шоссе).
В 2015 году был удостоен стипендии Кабинета Министров Украины.